# کاتلین بلانکو
کاتلین بابینیوکس بلانکو (Kathleen Babineaux Blanco)‏ (۱۵ دسامبر ۱۹۴۲–۱۸ اوت ۲۰۱۹)، سیاستمدار آمریکایی بود که از ژانویه سال ۲۰۰۴ تا ژانویه ۲۰۰۸ به عنوان پنجاه و چهارمین فرماندار لوئیزیانا خدمت کرد. به عنوان عضو حزب دموکرات، نخستین و تاکنون یگانه زنی بود که فرماندار ایالت انتخاب شده‌است.
زمانی‌که بلانکو برای بار نخست انتخاب شد، ارائه مراقبت‌های بهداشتی مقرون به صرفه، بهبود سیستم آموزشی در ایالت، تلاش برای ایجاد یک اقتصاد قوی و متحرک از طریق طرح‌های جدید توسعه اقتصاد پرتکاپو را از جمله اولویت‌های خود اعلام کرد. پس از این‌که در سال ۲۰۰۵ سواحل لوئیزیانا توسط دو طوفان شدید که در حدود کمتر از یک‌ماه از هم فاصله داشتند شدیداً آسیب دید، کار وی به عنوان فرماندار به‌طور قابل توجهی تغییر کرد. در ماه اوت طوفان شدید کاترینا منطقهٔ نیو اورلئان را که یک منطقهٔ شهری با۱٫۴ میلیون نفر جمعیت بود، کاملاً ویران کرد. بعداً در ماه سپتامبر طوفان شدید ریتا در ساحل جنوب‌غربی وزید و ۳۰۰٬۰۰۰ نفر را بی‌خانمان کرد. بیش از ۲۰۰٬۰۰۰ واحد مسکونی تخریب شد، ۸۱٬۰۰۰ فعالیت بازرگانی بسته شد، تمام سیستم‌های برق و مخابرات از بین رفتند و یک میلیون نفر در اثر سیل شدید ناشی از خرابی‌ها سیلاب و امواج طوفان بی‌خانمان شدند.
بسیاری‌ها به این باور بودند که اقدامات شهر، ایالت و دولت فدرال کافی نبود و بلانکو بعدها کاملاً اذعان کرد که کوتاهی‌های در اداره وی قبل و بعد از طوفان وجود داشته‌است؛ اما به دلیل آنچه به‌عنوان واکنش ابتدایی بطی در برابر این حادثه طبیعی بزرگ و عدم توانایی در مدیریت مؤثر، مراقبت و فراهم‌سازی منابع وعده داده شده برای کسانی‌که در تلاش تخلیه از نیو اورلئان بودند، انتقادات زیادی هم در سطح محلی و هم در سطح ملی متوجه سازمان مدیریت بحران فدرال و رئیس‌جمهور بوش بود.
بلانکو در ماه مارس سال ۲۰۰۷ اعلام کرد که در انتخابات اواخر همان سال کاندید نمی‌شود و گفت که در عوض «زمان و انرژی خود را برای [دورهٔ باقی‌مانده خود] بر کار مردم متمرکز می‌سازد نه بر [سیاست] کاندید شدن برای یک دوره دیگر». در ماه ژوئن سال ۲۰۱۱ به بیماری سرطان دچار شد و هشت سال بعد در ۱۸ ماه اوت سال ۲۰۱۹ فوت کرد.

## اوایل زندگی و حرفه
کاتلین با نام کاتلین ماری بابینیوکس، دختر لئوس بابینیوکس و همسرش لئوسل فرمن پیشین که هردو از نسب کیجن بودند، در نووا آیبیریا متولد شد. بابینیوکس، پدربزرگ اش کشاورز و خوار وبار فروش بود و یک فروشگاه خوارو بار فروشی در روستا داشت و پدرش بازرگان کوچک بود که به دهکدهٔ روستائی کوتو که یک محله در نزدیکی نووا آیبیریا با یک کلیسا و یک مدرسهٔ مقدماتی بود، نقل مکان کرد. بلانکو در آکادمی مونت کارمل که یک مدرسهٔ کاملاً دخترانه تحت مدیریت خواهران کلیسای کاتولیک رومی مونت کارمل واقع در حاشیهٔ راه آبی بایو تیچ است، پذیرفته شد. بلانکو در سال ۱۹۶۴ مدرک کارشناسی در آموزش بازرگانی را از دانشگاه لوئیزیانا در لافایت بدست آورد، این دانشگاه بعداً به دانشگاه جنوب‌غربی لوئیزیانا تغییر نام یافت. او عضو انجمن‌های خیریه یا کلوب نسوان کاپا دلتا نیز بود. در ۸ ماه اوت سال ۱۹۶۴ با ریموند بلانکو مربی و آموزگار فوتبال، ازدواج کرد و این زوج شش فرزند داشتند.
بلانکو پس از پایان کالج در دبیرستان بروکس بریج مضامین بازرگانی تدریس می‌کرد. او سپس تقریباً پانزده سال به‌عنوان مادر خانه برای شش فرزندش کار کرد. بعدها در جریان طرح سرشماری سال ۱۹۸۰ به عنوان مدیر حوزوی در وزارت تجارت ایالات متحده خدمت کرد و همراه با شوهرش مالک شرکت مشورت‌دهی کوتیو، یک شرکت تحقیقاتی و سیاسی بازرگانی، بود.
قبل از انتخاب به‌عنوان فرماندار بلانکو مدت بیست سال در مناصب دولتی خدمت کرد. در سال ۱۹۸۳ به‌عنوان نخستین زن قانون‌گذار در مجلس نمایندگان لوئیزیانا انتخاب شد و مدت پنج سال در این مجلس خدمت کرد. در دور اول خود در مجلس، او و دوستش اولین بلکمون اهل وست مونر، دو نفر از جملهٔ پنج زن در هردو مجلس قانون‌گذاری بودند. بلانکو با شکست دادن کرنن «اسکیپ» هند جمهوری‌خواه در سال ۱۹۸۸ نخستین زنی بود که در کمیسیون خدمات عمومی لوئیزیانا انتخاب شد و هفت سال در این سمت اجرای وظیفه نمود، او همچنین نخستین زن رئیس PSC بود. سپس نائب فرماندار انتخاب شد و هشت این سمت را به‌عهده داشت.

## فرماندار لوئیزیانا
بلانکو در ۱۵ نوامبر سال ۲۰۰۳، با شکست دادن بابی جیندال، رقیب جمهوری‌خواه خود در انتخابات عمومی با اختلاف ۵۲ در برابر ۴۸ درصد، به‌عنوان فرماندار انتخاب شد. در ۱۲ ژانویه سال ۲۰۰۴ به زبان‌های انگلیسی و فرانسوی حلف وفاداری یاد کرد و جانشین مورفی ج. فاستر جونیور شد. بلانکو پس از اشغال سمت فرمانداری، آندی کاپلین، رئیس ستاد فاستر را در سمتش ابقاء کرد. جری لوک لوبلان را که پس از عضویت اش در کمیسون خدمات عمومی در سال ۱۹۸۹ در مجلس ایالتی جانشین وی شده بود، به‌عنوان عالی‌رتبه جدید دولت ایالتی تعیین کرد. بلانکو بیش از سلف خود سفر کرد و در جستجوی منابع جدید توسعه اقتصادی برای ایالت بود. وی از نوا اسکوشیا و در ماه دسامبر سال ۲۰۰۴ از کوبا دیدن نمود تا این کشور بازرگانی خود را با این ایالت افزایش دهد. در جریان دیدار بحث‌برانگیز خود از کوبا، با رئیس‌جمهور فیدل کاسترو که دولت ایالات متحده هیچ‌نوع روابط دیپلماتیک رسمی با وی نداشت، ملاقت کرد. در سال ۲۰۰۵ از کشورهای آسیایی ژاپن، چین و تایوان نیز دیدن نمود.
بلانکو علیرغم بالا گرفتن طوفان‌ها شدید کاترینا و ریتا تا پایان دورهٔ فرمانداریش به تمامی اهداف ابتدائی خود بویژه اولویت‌بندی سرمایه‌گذاری در آموزش شروع از مهد کودک تا سطح دانشگاه، دست یافت. وی یک‌تعداد کسب و کار را در لوئیزیانا ایجاد کرد و سیاست‌های را برای ایجاد پایه‌ای برای احیای سواحل لوئیزیانا تدوین کرد.
به عنوان فرماندار، بلانکو عضو انجمن ملی فرمانداران و انجمن فرمانداران دموکرات بود و به‌عنوان رئیس انجمن فرمانداران جنوبی خدمت کرد.
بلانکو، دونالد ای. هاینز پزشک خانوادگی اهل بونکی واقع پریش آویلوس را، به‌عنوان رئیس مجلس سنای ایالتی انتخاب کرد. وی در تمام مدت دورهٔ فرمانداری بلانکون این سمت را به‌عهده داشت.

### طوفان شدید کاترینا
در ۲۷ ماه اوت سال ۲۰۰۵ که در مورد طوفان شدید کاترینا صحبت می‌کرد، در شهرستان جفرسون پریش به رسانه‌ها گفت: «باورمندم که ما آماده هستیم. این تنها چیزی است که من همیشه به آن مباهات می‌کنم». بعداً در همان روز، درخواست همکاری دولت فدرال و کمک ۹ میلیون دلاری را به رئیس‌جمهور جورج دبلیو بوش صادر کرد و در آن بیان داشت:
... به این نتیجه رسیده‌ام که این حادثه از چنان شدن و عظمت برخوردار است که پاسخ مؤثر فراتر از توانایی ایالت و دولت‌های محلی است و این‌که همکاری‌های اضافی دولت فدرال برای نجات جان انسان‌ها حفاظت از اموال، بهداشت عمومی و ایمنی یا برای کاهش یا دفع تهدید یک فاجعه، ضروری است. مشخصاً خواهان اقدامات حفاظتی اضطراری، همکاری مستقیم فدرال، کمک برنامهٔ فردی و خانوادگی (IHP)، کمک برنامهٔ نیازهای ویژه و برداشت آوارهای بجا مانده، هستم.